# Arc Angels
Az Arc Angels amerikai blues-rock zenekar mely 1992-ben alakult meg, Stevie Ray Vaughan halálát követően. Tagjai Doyle Bramhall (gitár, ének), Charlie Sexton (gitár, ének), Chris Layton (dob) és Tommy Shannon ( Johnny Winter, majd Stevie Ray Vaughan basszusgitárosa volt).

## Arc Angels történet (1992-1994)
A zenekar tagjai három hónappal Stevie Ray Vaughan halála után kezdtek együttműködni, hiszen a Double Trouble ritmusszekció magára maradt, több mint egy évtizedes közös zenei múlttal. Számukra felüdülést jelenthetett, barátjuk és zenésztársuk elvesztése után két olyan tehetséges gitáros/énekes és zeneszerzővel dolgozni, akik határozottan elismerték Stevie zenei hagyatékát.
Az Arc Angels tagjai mind Texasban születtek és zenei munkásságuk is többnyire ide köthető. Az ARC rövidítés visszautal azokra az időkre, amikor az összeálló zenekar jammelgetett az Austin Rehearsal Complex-ben.
Chris Layton dobosnak már az elején volt egy olyan érzése, hogy a zenekar rövid életű lesz. Nem látta magukat megöregedni együtt, -ahogyan azt meg is fogalmazta- és ez a megérzés valóra is vált, a zenekar kicsivel több mint 2 év után feloszlott, egy albummal a hátuk mögött. Ennek okai lehettek az eltérő célok és ambíciók, emellett Doyle Bramhall súlyos heroinfüggősége. 1998-ban miután Doyle lemondott a drogról, megalapította a Double Trouble társaságában a Mighty Zor zenekart, melynek fellépésein gyakran feltűnt Charlie Sexton. Ebből kifolyólag 2002 óta alkalmi koncertek erejéig újra és újra összeáll a zenekar.
Doyle Bramhall kiadott két szólóalbumot (Jellycream, Welcome) és dolgozott Erykah Badu-val, Roger Waters-szal és jelenleg több éve Eric Clapton-nal Derek Trucks társaságában. Charlie Sexton szólókarrierjét egyengeti és Bob Dylan mellett is játszott, míg a Double Trouble több zenekarral is együttműködött azóta (ld. Storyville). Chris Layton jelenleg Kenny Wayne Shepherd dobosa a Ten Days Out Legends turnén.

## Diszkográfia
Album
- Arc Angels (1992) DGC (David Geffen Company) – A kiadás ideje: 1992. január 1.

Kislemez
- Too Many Ways To Fall – A kiadás ideje: 1992. január 1.